# Uno para todos
Pour plus de détails, voir Fiche technique et Distribution.
Uno para todos est un film espagnol réalisé par David Ilundain, sorti en 2020.

## Synopsis
Aleix, un instituteur est muté dans l'école d'un petit village. Il doit aider un élève à s'intégrer dans sa classe alors que tous les autres élèves ne souhaitent pas sa présence.

## Fiche technique
- Titre : Uno para todos
- Réalisation : David Ilundain
- Scénario : Coral Cruz, David Ilundain, David Planell et Valentina Viso
- Musique : Zeltia Montes
- Photographie : Bet Rourich
- Montage : Ana Charte et Elena Ruiz
- Production : Adolfo Blanco
- Société de production : A Contracorriente Films, Amalur Films, Aragon TV, Bolo Audiovisual, Inicia Films, Movistar+, Radio Televisión Española, Rakuten Cinema, Televisió de Catalunya et Uno para todos
- Pays :  Espagne
- Genre : Drame
- Durée : 91 minutes
- Dates de sortie : 
  -  Espagne : 18 septembre 2020

## Distribution
- David Verdaguer : Aleix
- Patricia López Arnaiz : Ana
- Ana Labordeta : Carmen
- Clara Segura : Clara
- Betsy Túrnez : Marta
- Jorge Pobes : Jesús
- Miguel Ángel Tirado : Joaquín
- Mercè Managuerra : la grand-mère de Carlos
- Virginia Moriones : la policière
- Néstor Romero : Carlos
- Vega Vallés : Selua
- Andrea Andrés : Verónica
- Zesar Gimeno : Fede
- Juan Muñoz : Víctor
- Susana Hernández : Noa
- Héctor Olivares : Román
- Paula Romero : Sara
- Hajar Jalti : Hajar
- Gheorghe Scarlat : Jorge
- Marcos Sánchez : Marcos
- Lola Plaza : Lola
- Arantxa Ambrona : Arantxa
- Irene Real : Irene
- Julia de la Asunción : Julia
- Llorenç Vila : Leo
- Arnau Rodrigo : Fernando
- Rodrigo Sánchez : Rodrigo

## Distinctions
David Verdaguer a été nommé au prix Goya du meilleur acteur pour sa performance dans le film.